# 1960年全仏選手権 (テニス)
1960年 全仏選手権（1960ねんぜんふつせんしゅけん、Internationaux de France de Roland-Garros 1960）に関する記事。フランス・パリにある「ローランギャロス・スタジアム」にて開催。

## 大会の流れ
- 男子シングルスは「86名」の選手による7回戦制で行われた。22名の選手を絞り落とすため、1回戦として22試合を実施し、他の42名は2回戦から出場した。
- 男子のシード選手は16名であったが、第5・第6・第11・第12シードの4名は1回戦から出場した。他のシード選手が初戦敗退の場合は「2回戦＝初戦」と表記する。
- 女子シングルスは「64名」の選手による6回戦制で行われ、16名のシード選手を含むすべての選手が1回戦から出場した。

## シード選手

### 男子シングルス
1. バリー・マッケイ　（ベスト8）
2. ニール・フレーザー　（ベスト8、途中棄権）
3. アンドレス・ヒメノ　（ベスト8）
4. ロッド・レーバー　（3回戦）
5. ルイス・アヤラ　（準優勝）
6. ニコラ・ピエトランジェリ　（優勝、大会2連覇）
7. マイク・デービース　（2回戦＝初戦）
8. ロイ・エマーソン　（3回戦）
9. ピエール・ダーモン　（4回戦）
10. ロベール・ハイレット　（ベスト4）
11. イアン・フェルマーク　（2回戦）
12. ジュゼッペ・メルロ　（4回戦）
13. ジャック・ブリシャン　（4回戦）
14. ヤン＝エリック・ルンドクイスト　（2回戦＝初戦）
15. ビリー・ナイト　（4回戦）
16. ロバート・ウィルソン　（4回戦）

### 女子シングルス
1. ジュジャ・ケルメツィ　（2回戦、途中棄権）
2. マリア・ブエノ　（ベスト4）
3. フローレンス・ド・ラ・クルティエ　（3回戦）
4. アン・ヘイドン　（3回戦）
5. サンドラ・レイノルズ　（ベスト4）
6. ダーリーン・ハード　（初優勝）
7. ジャン・レヘイン　（ベスト8）
8. ヨラ・ラミレス　（準優勝）
9. エダ・ブディング　（3回戦）
10. バーニス・ブコビッチ　（3回戦）
11. シルバナ・ラザリーノ　（3回戦）
12. レア・ペリコリ　（3回戦）
13. ベラ・プツェヨワ　（ベスト8）
14. レネ・シュールマン　（ベスト8）
15. クリスティアーヌ・メルセリス　（3回戦）
16. メアリー・ベヴィス・ホートン　（3回戦）

## 大会経過

### 男子シングルス
準々決勝
- オーランド・シロラ vs.  バリー・マッケイ　6-3, 15-13, 6-4
- ルイス・アヤラ vs.  マニュエル・サンタナ　6-1, 7-5, 6-2
- ニコラ・ピエトランジェリ vs.  アンドレス・ヒメノ　6-3, 6-1, 3-6, 6-2
- ロベール・ハイレット vs.  ニール・フレーザー　6-4, 6-2, 8-10, 3-6, 6-5 （途中棄権）

準決勝
- ルイス・アヤラ vs.  オーランド・シロラ　6-4, 6-0, 6-2
- ニコラ・ピエトランジェリ vs.  ロベール・ハイレット　6-4, 7-5, 7-5

### 女子シングルス
準々決勝
- ヨラ・ラミレス vs.  ベッツィ・アッバス 6-0, 6-4
- サンドラ・レイノルズ vs.  ベラ・プツェヨワ 7-5, 6-2
- ダーリーン・ハード vs.  レネ・シュールマン 5-7, 6-2, 11-9
- マリア・ブエノ vs.  ジャン・レヘイン 6-1, 2-6, 6-3

準決勝
- ヨラ・ラミレス vs.  サンドラ・レイノルズ 8-10, 6-3, 6-3
- ダーリーン・ハード vs.  マリア・ブエノ 6-3, 6-2

## 決勝戦の結果
- 男子シングルス： ニコラ・ピエトランジェリ vs.  ルイス・アヤラ　3-6, 6-3, 6-4, 4-6, 6-3
- 女子シングルス： ダーリーン・ハード vs.  ヨラ・ラミレス　6-3, 6-4
- 男子ダブルス： ロイ・エマーソン＆ ニール・フレーザー vs.  アンドレス・ヒメノ＆ ホセ・ルイス・アリラ　6-2, 8-10, 7-5, 6-4
- 女子ダブルス： ダーリーン・ハード＆ マリア・ブエノ vs.  パトリシア・ウォード＆ アン・ヘイドン　6-2, 7-5
- 混合ダブルス： ロバート・ハウ＆ マリア・ブエノ vs.  ロイ・エマーソン＆ アン・ヘイドン　1-6, 6-1, 6-2